# Mohammed bin Rashid Al Maktoum
Mohammed bin Rashid Al Maktoum, GBE (Arabic: محمد بن راشد آل مكتوم; Muḥammad bin Rāshid al Maktūm), còn được gọi Sheikh Mohammed, (sinh ngày 15 tháng 7 năm 1949) là Phó Tổng thống, Thủ tướng Các tiểu vương quốc Ả Rập Thống nhất (UAE), và là Emir của Dubai.
Ông đã giám sát sự phát triển của Dubai trở thành một thành phố toàn cầu, cũng như việc thành lập một số doanh nghiệp lớn thuộc sở hữu của chính phủ bao gồm Emirates Airline, DP World và Jumeirah Group. Nhiều trong số này do Dubai Holding nắm giữ. Có một ranh giới mờ nhạt giữa tài sản của chính phủ Dubai và tài sản của gia đình cầm quyền Al Maktoum. Sheikh Mohammed đã giám sát sự phát triển của rất nhiều dự án ở Dubai bao gồm việc tạo ra một công viên công nghệ, một khu vực tự do kinh tế, Dubai Internet City, Dubai Media City, Trung tâm Tài chính Quốc tế Dubai, Quần đảo Palm. Ông cũng là người lái xe xây dựng Burj Khalifa, tòa nhà cao nhất thế giới.
Al Maktoum là quốc vương tuyệt đối của Dubai. Chế độ của ông là chuyên quyền, vì không có thể chế dân chủ, và bất đồng chính kiến nội bộ bị cấm. Al Maktoum là Thủ tướng của UAE, được các học giả mô tả là một chế độ độc tài.
Vào ngày 5 tháng 3 năm 2020, một tòa án Anh đã ra phán quyết rằng dựa trên xác suất cân bằng, ông ta đã bắt cóc hai con gái của mình và đe dọa người vợ cũ của ông, Công chúa Haya. Các con gái của ông, Shamsa và Latifa, bị cáo buộc buộc phải dùng thuốc khi bị giam giữ ở Dubai theo lệnh của Al Maktoum kể từ năm 2000 và 2018. Vào ngày 16 tháng 2 năm 2021, BBC's Panorama đã phát sóng một bộ phim tài liệu quan trọng bao gồm các tin nhắn video của Công chúa Latifa mà cô đã thực hiện bí mật khi bị giam giữ thực thi ở Dubai theo lệnh của Sheikh Mohammed.
Là một người cưỡi ngựa cừ khôi, ông là người sáng lập chuồng ngựa Godolphin thuộc sở hữu của gia đình Maktoum và là chủ sở hữu của Darley, một cơ sở chăn nuôi thuần chủng, hoạt động ở sáu quốc gia. Năm 2012, ông đã cưỡi con ngựa Madji Du Pont đi 160 km để tham dự Giải vô địch sức bền thế giới FEI. Ông cũng là một nhà thơ Nabati bằng tiếng Ả Rập quê hương của ông.